# آنا کیو. نیلسن
آنا کیو. نیلسن (انگلیسی: Anna Q. Nilsson؛ ۳۰ مارس ۱۸۸۸ – ۱۱ فوریهٔ ۱۹۷۴) هنرپیشه سوئدی بود. از فیلم‌هایی که وی در آن نقش داشته است، می‌توان به سان‌ست بلوار، دختر کشاورز، باززایش، یک آمریکایی در پاریس، سورل و پسر، دنده آدام، جان فروشی و حراج جان‌ها اشاره کرد.